# Záběhlice
Záběhlice (německy Sabechlitz) jsou městská čtvrť a katastrální území při toku Botiče na jihovýchodě Prahy. Záběhlice byly od románské doby tradiční zemědělskou vsí. Od poloviny 19. století do druhé světové války měly charakter dělnického předměstí s chudinskými koloniemi. Od roku 1922 jsou Záběhlice součástí Prahy. Ve 20. a 30. letech na okrajích území Záběhlic vznikly rozsáhlé čtvrti rodinných domků, Spořilov a Zahradní Město. Ty byly po druhé světové válce rozšířeny rozsáhlými panelovými sídlišti a začátkem 21. století ve východní části Novým Zahradním Městem. Staré Záběhlice a Zahradní Město patří do městské části i obvodu Praha 10, Spořilov do městské části a obvodu Praha 4. Vymezení Záběhlic jako katastrálního území se nepatrně liší od vymezení Záběhlic jako části obce (ZSJ Sídliště Spořilov I-východ se 4 adresami v části Kremnické ulice patří katastrálně k Michli, ale evidenčně k Záběhlicím).

## Části Záběhlic

### Staré Záběhlice
- středověká část (biskupská a královská část, oblast od zámku ke kostelu)
- Růžový ostrov (vytvořen náhonem mezi splavem u zámku a Hamerským rybníkem)
- Horní a Dolní chaloupky (chudinská čtvrť, svah vrchu Homole)
- západní část Záběhlic (podél ul. Záběhlické) včetně průmyslového objektu u bývalého huťského mlýna a vinařské usedlosti na vrchu Hrádek

### Kolonie a osady v oblastiSlatin
- Trnkov (kolonie rodinných domů kolem ulice Průhonické, na strašnické straně území Záběhlic, přilehlá k michelským Slatinám)
- Pod lesíkem (pás domů v záběhlické části ulice Nad elektrárnou)

### Zahradní Město

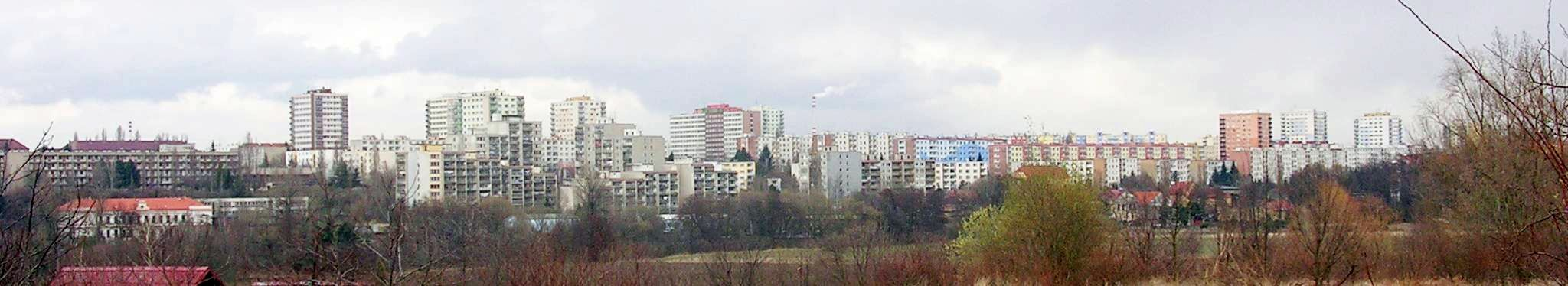
Východní část sídliště Zahradní Město v pohledu od jihu

- staré Zahradní Město (vilová čtvrť z let 1929–1941)
- Sídliště Zahradní Město západ (oblast kolem bývalého obchodního domu Květ a mezi ulicemi Jesenická a Na vinobraní)
- Sídliště Zahradní Město východ (oblast kolem bývalého obchodního domu Cíl až k Práčské a Švehlově ulici)
- průmyslová oblast za ulicí Švehlova (Mitas/Michelin a část Technometry)
- Nové Zahradní Město (mezi Práčskou ulicí a Botičem, západně od Práčí)

### Sídliště Práčská
Sídliště Práčská, původně propagované též pod názvem Sídliště Mládeže, mezi Sněženkovou a Práčskou ulicí, po obou stranách záběhlické školy (postavilo Stavební bytové družstvo mládeže, 80. léta 20. století)

### Práče
Práče jsou osada u Botiče se zámečkem a pivovarem.

### Spořilov
Rozloha 205 ha, 14 718 obyvatel (2000), 13 750 obyvatel (2005).
- Hutě, vilová čtvrť u ul. U mlýna (mezi Hamerským rybníkem a tramvajovou konečnou)
- starý Spořilov (vilová čtvrť z let 1925–1930, mnohé rodinné domky jsou funkcionalistického stylu) (Horní Roztyly sousedící přes dálnici byly v roce 1987 převedeny do katastrálního území Chodov, hranicí se stala dálnice D 1)
- Sídliště Spořilov I (severozápadní část Spořilova, podél Michle, poblíž depa metra Kačerov, v roce 1970 zbořeny Dolní Roztyly) (okolí Kremnické ulice patří katastrálně do Michle, ale evidenčně k Záběhlicím)
- Sídliště Spořilov II (severovýchodně od Spořilovské ulice)

Cihlová část sídliště Spořilov (4410 bytů) byla postavena v letech 1961–1968, panelová část (331 bytů) v letech 1976–1979 , několik domů ještě v letech 1987–1989 a 2002.

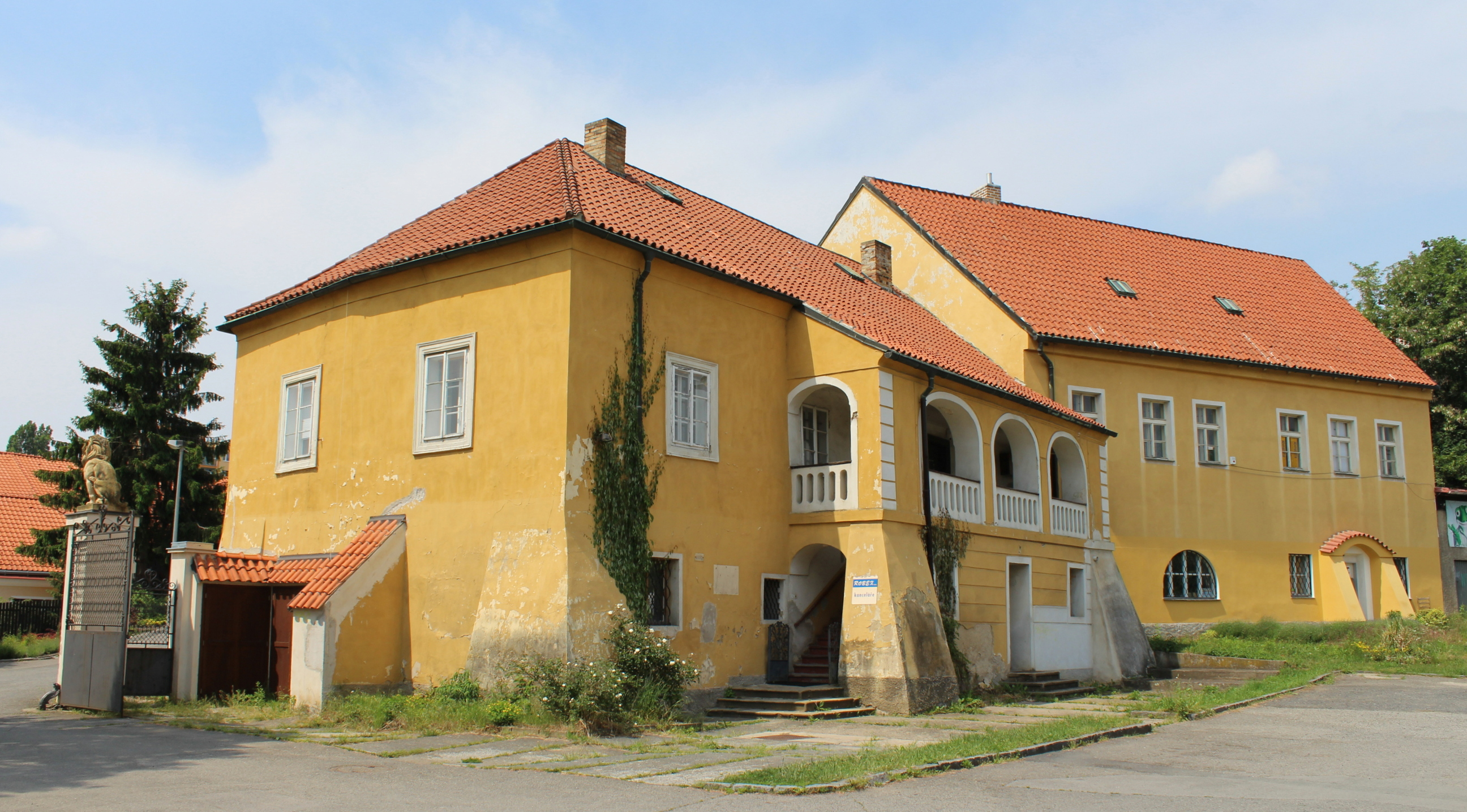
Práčský zámeček
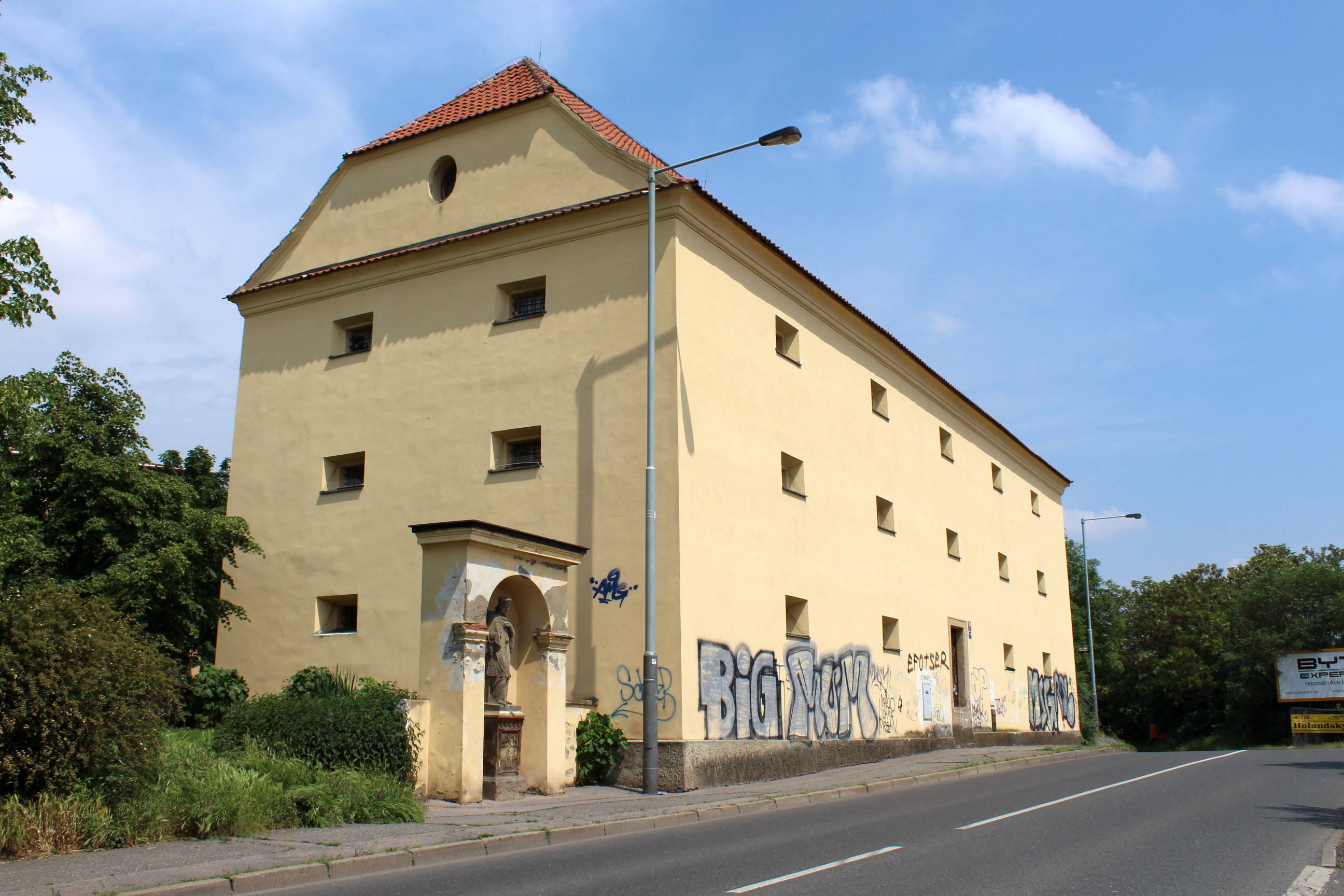
Historická sýpka v Práčích
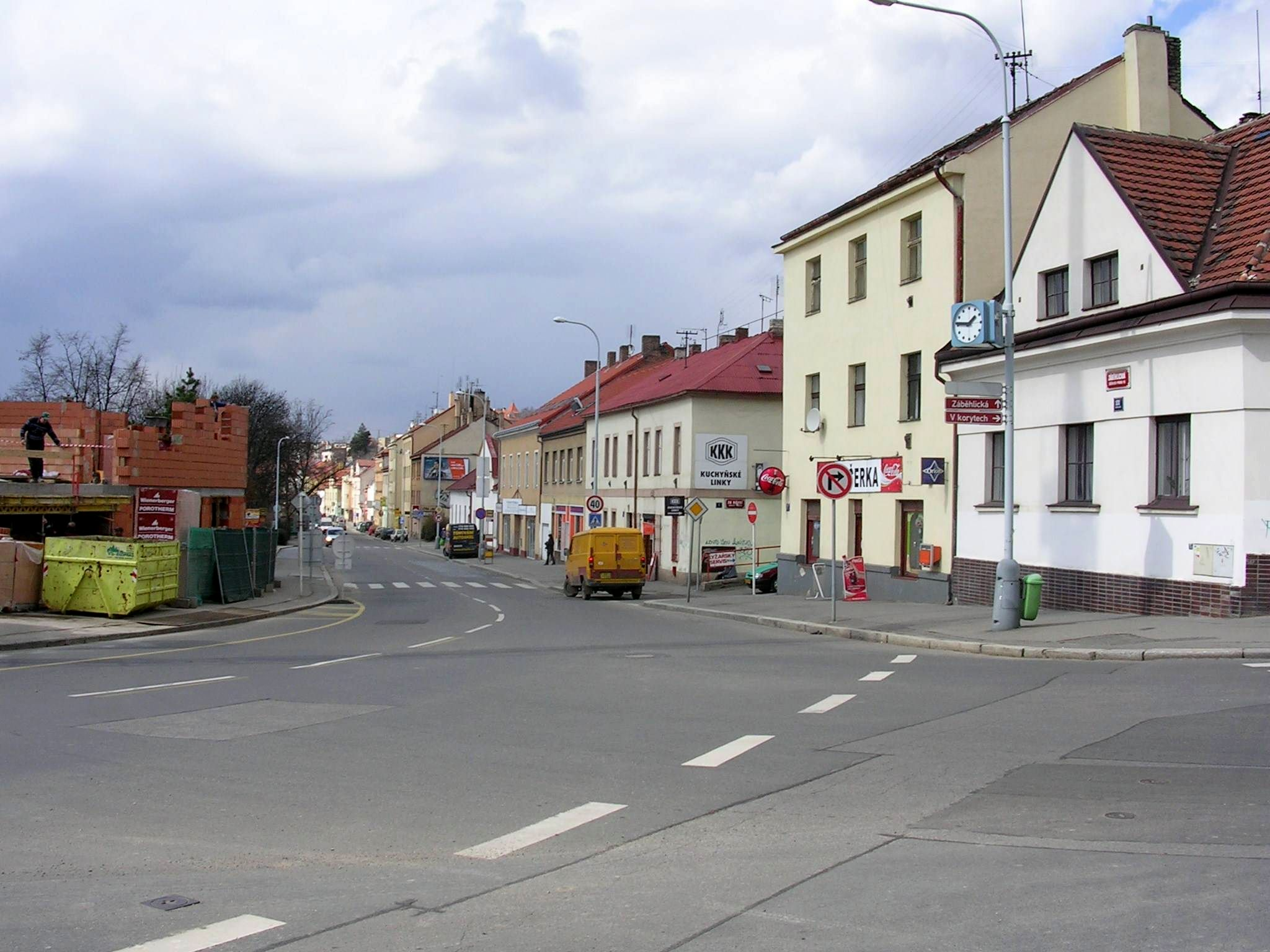
Záběhlická ulice, pohled západním směrem přes křižovatku s ulicí V korytech
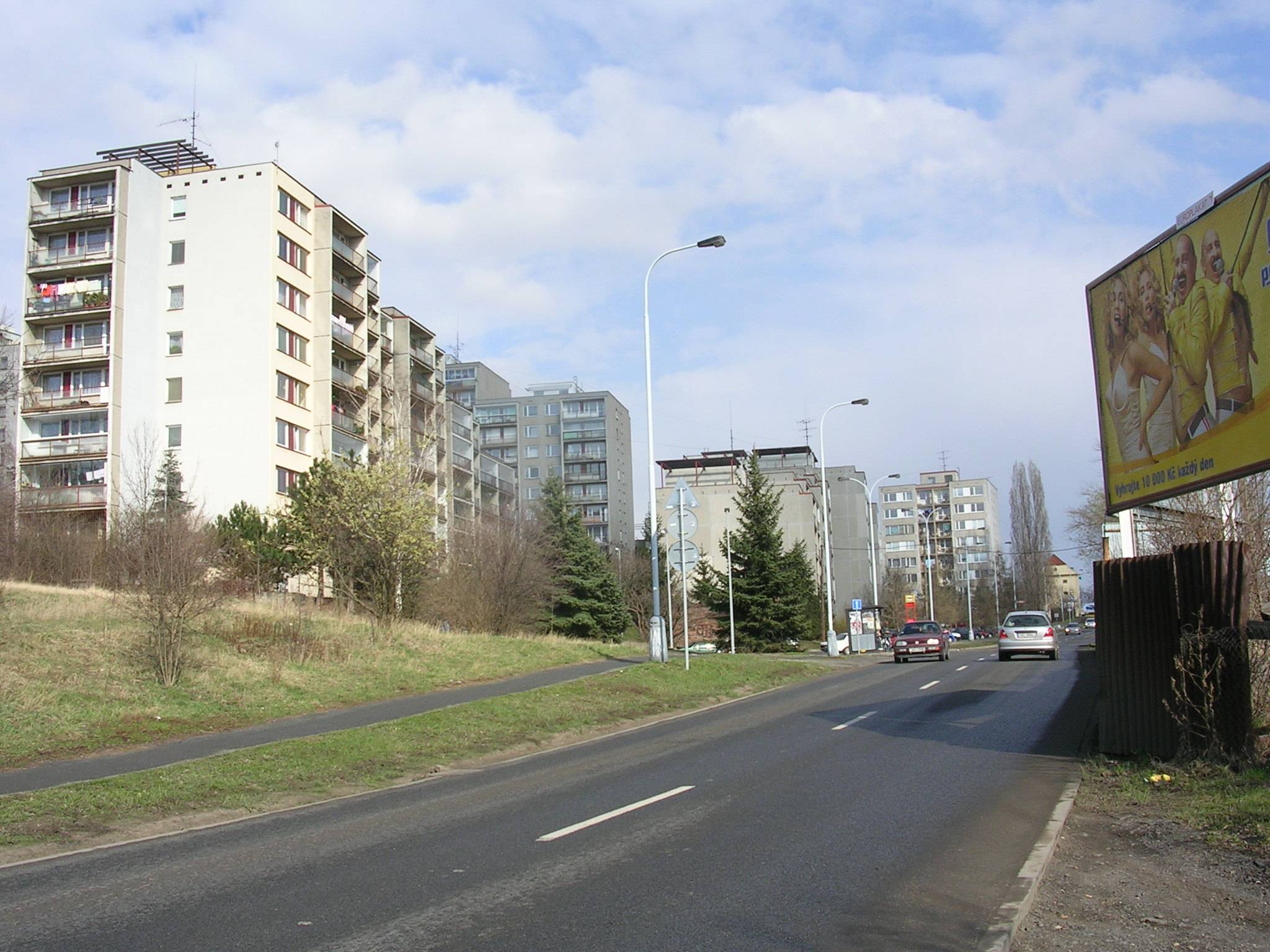
Východní část sídliště Mládeže v pohledu z Práčské ulice
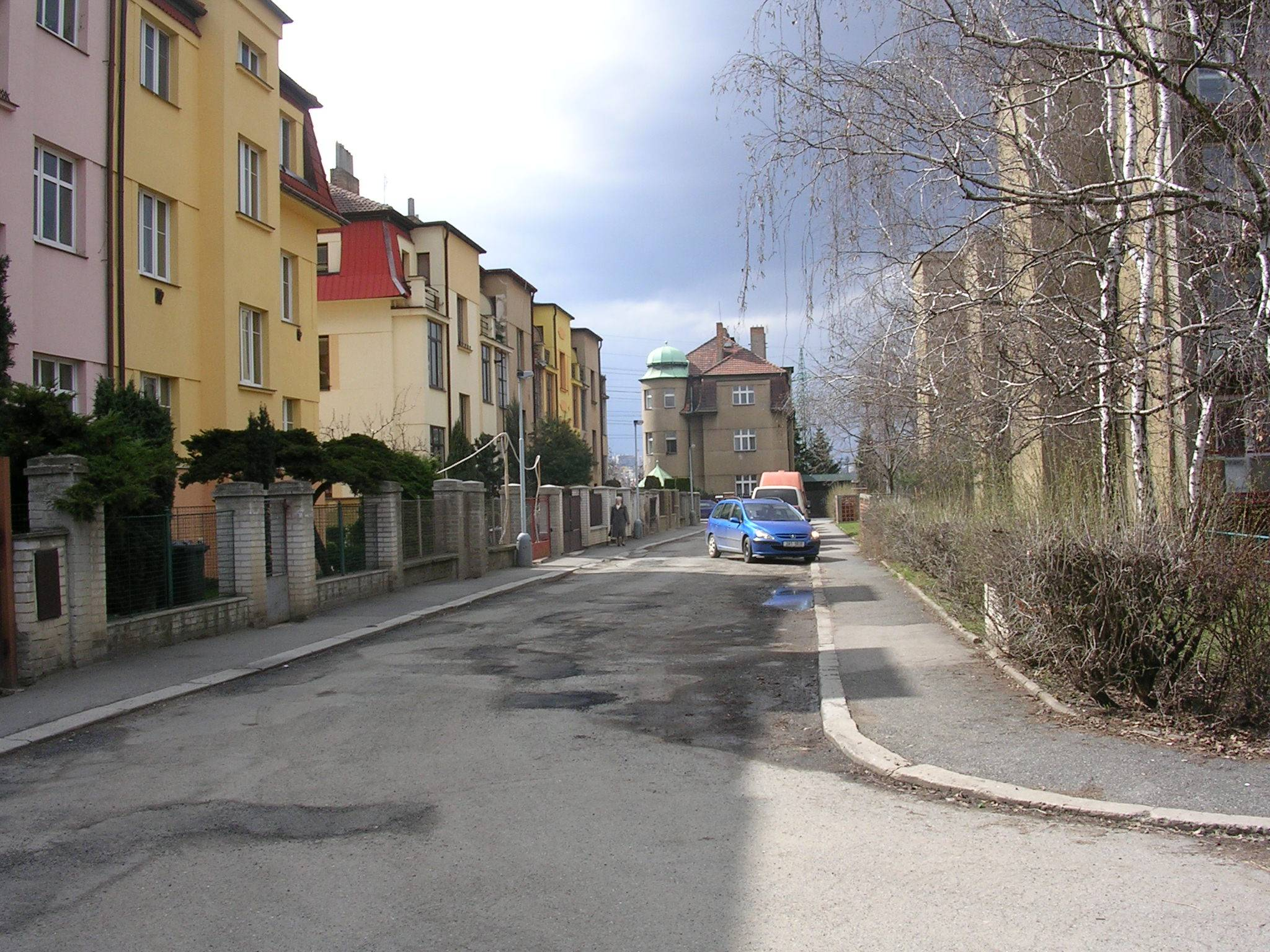
Huťská ulice

## Historie
| Vývoj počtu obyvatel Záběhlic |                |        |
| Rok                           | Počet obyvatel | Pořadí |
| 1869                          | 1 301          | 25     |
| 1880                          | 1 420          | 28     |
| 1890                          | 1 704          | 31     |
| 1900                          | 2 047          | 34     |
| 1910                          | 2 669          | 33     |
| 1921                          | 2 736          | 36     |
| 1930                          | 9 494          | 20     |
| 1950                          | 10 556         | 23     |
| 1961                          | 14 629         | 20     |
| 1970                          | 40 285         | 10     |
| 1980                          | 39 478         | 9      |
| 1991                          | 36 882         | 9      |
| 2001                          | 33 111         | 10     |

### Původ názvu
Původ názvu není spolehlivě doložen. Některé teorie předpokládají, že se v Záběhlicích usídlovali zběhlí poddaní nebo jiní lidé, kteří zde hledali bezpečí, jiní hledají původ v zabíhání cest v meandrech Botiče i na svažitém terénu kopce Homole.

### Zemědělská ves
V předhusitském období bylo na území Záběhlic několik dvorů, převážně v církevním majetku. Některé z nich, například Záběhlice a Práče, se rozrostly v osady.
První zmínka o Záběhlicích je v zakládací listině vyšehradské kapituly datované 1088. Části území Záběhlic vlastnili i klášter sv. Jiří na Pražském hradě, čeští králové a pražští měšťané. Románský kostel Narození Panny Marie stojí v někdejší královské části. Ve 14. století byly v Záběhlicích dvě tvrze, tvrz litomyšlského biskupa, z níž později vznikl Záběhlický zámek, a tvrz Václava IV. uprostřed dnešního Hamerského rybníka. V letech 1407 a 1408 zde král osobně pobýval. Z roku 1432 je první zmínka o mlýnu, později nazývaném Hutě. Za husitských bouří zabavili zdejší církevní i královské majetky Pražané, kteří je přidělili Novému městu pražskému. V 15. století se Záběhlice opakovaně staly shromaždištěm vojsk před bitvami. Vlastníci Záběhlic se mnohokrát měnili, v letech 1436–1459 vlastnil Záběhlice Mikuláš Zajíc z Házmburka. V 17. století, kdy Záběhlice patřily do Kouřimského kraje, zde byly při sčítání kromě statku knížete Lažanského čtyři grunty sedláků a sedm usedlostí chalupníků, v roce 1719 se uvádí patnáct usedlostí. V roce 1788 soupis zaznamenal 55 domovních čísel, z toho dvacet selských usedlostí. Číslo popisné 1 měl mlýn, v obci byla i hospoda, kovárna a zámecký pivovar. V roce 1813 svobodný pán Jakub Wimmer připojil ke vsi osadu Roztyly. Od roku 1841 do konce století vlastnil vesnici Karel Korb, rytíř z Weidenheimu, od roku 1879 ministr a moravský místodržitel. Po léta první republiky vlastnil dvůr a zámek Václav Černý. V té době Záběhlice patřily do politického okresu vinohradského. V roce 1907 bylo v Záběhlicích 145 domů a 1368 obyvatel.
Dolní Roztyly, které měly začátkem 20. století 163 obyvatel, byly zcela zlikvidovány kolem roku 1970. Na jejich území stojí Sídliště Spořilov I. a Jižní spojka.

### Významná místa a památky

#### Hamerský rybník

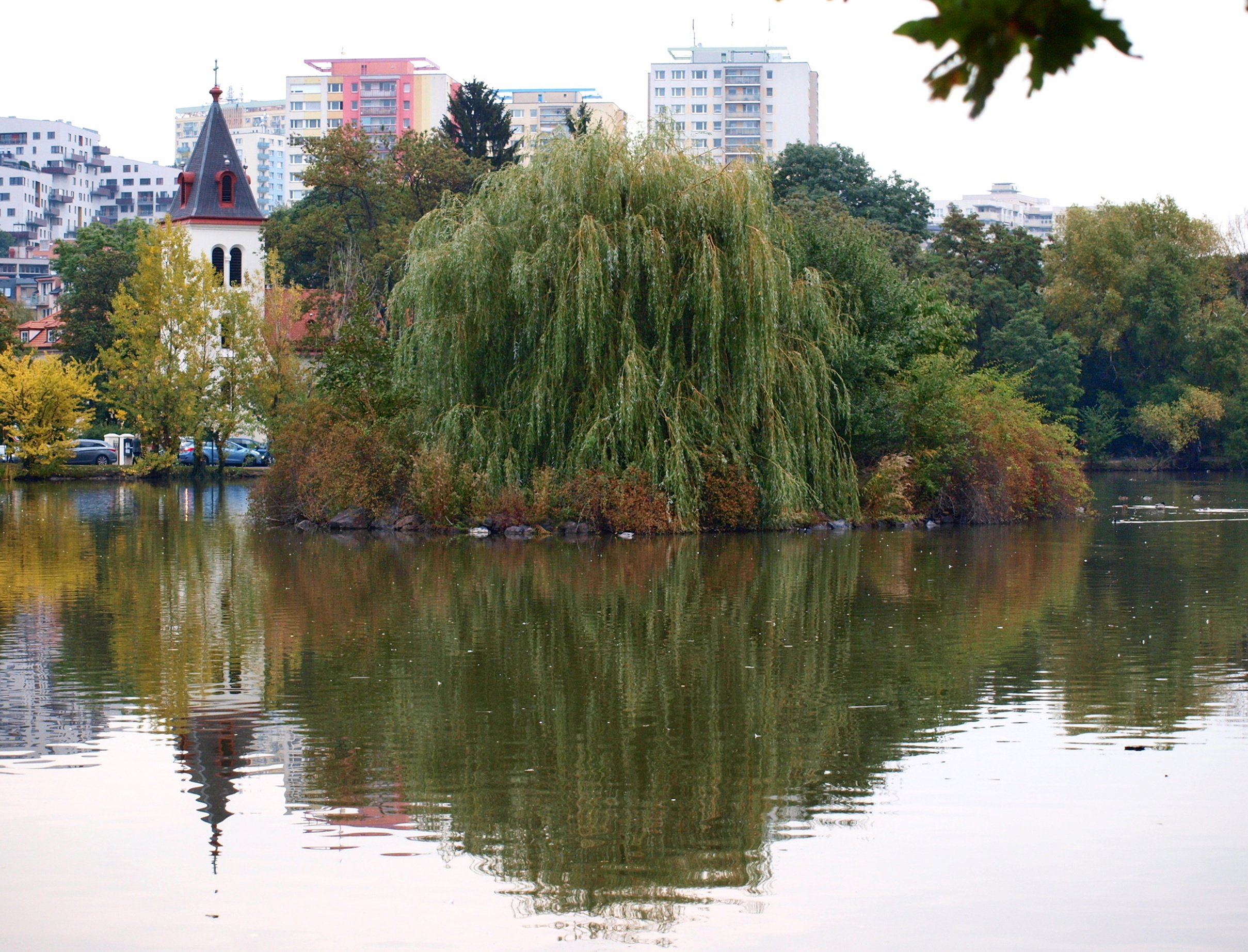
Hamerský rybník a kostel Narození Panny Marie. Přibližně v místech ostrůvku bývala tvrz Václava IV.

Hamerský rybník, který zatopil záběhlickou tvrz, pravděpodobně vodní, pochází z roku 1770, kdy byly zřízeny měděné hamry. Mlýn zde byl už před zřízením rybníka. Náhon vede od splavu u záběhlického zámku. V současné době nemá rybník stálý přítok, protože náhon je nefunkční, což se projevuje špatnou kvalitou vody. Městská část Praha 10 usiluje o zprovoznění náhonu, problémem jsou komplikované vlastnické vztahy k pozemkům.

#### Kostel

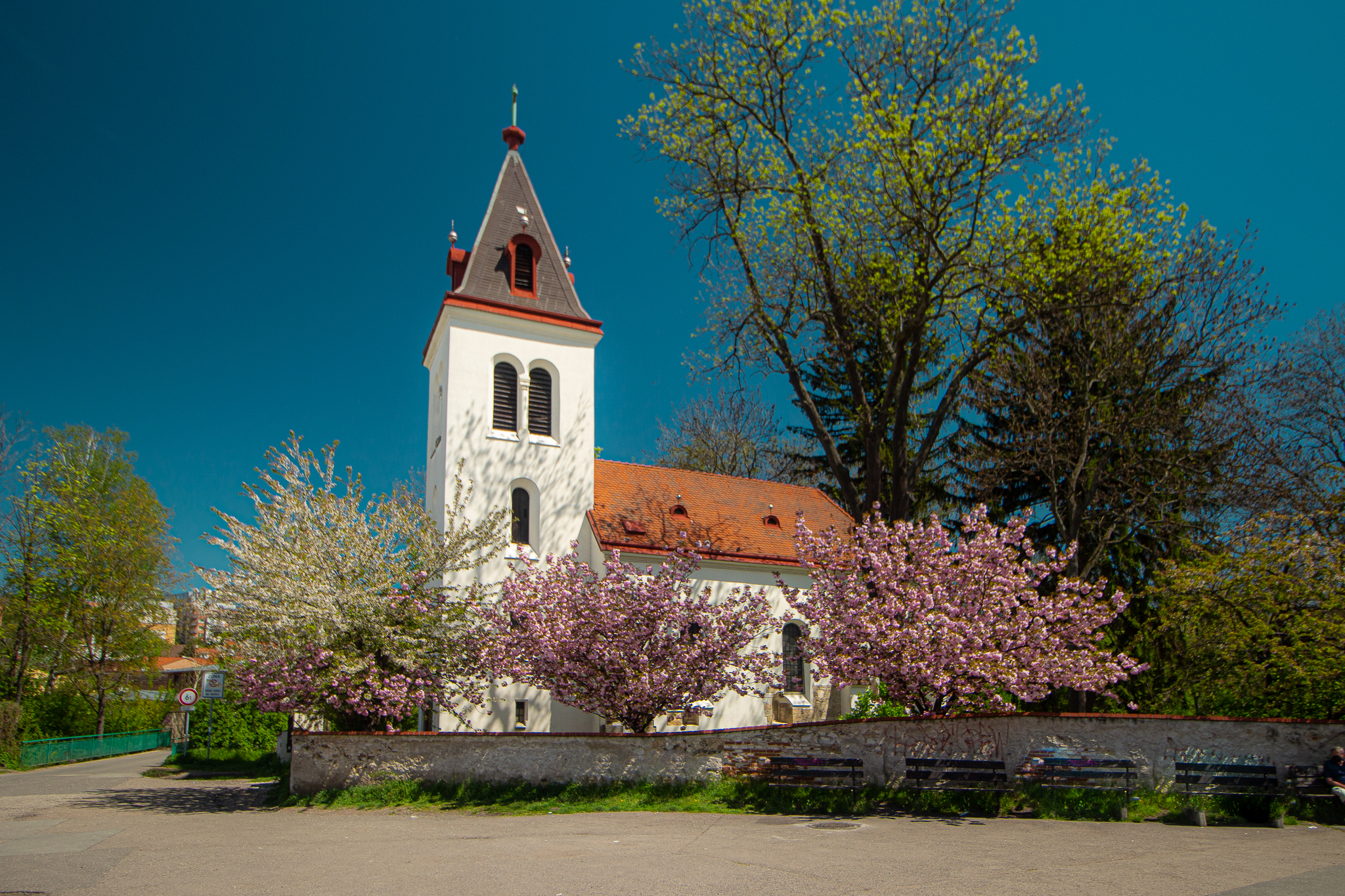
Kostel Narození Panny Marie

Základ kostela Narození Panny Marie na ostrohu mezi Botičem a Hamerským rybníkem pochází z první poloviny 12. století (kolem roku 1125). Ve 14. století byl z románského stylu goticky přestavěn. V té době býval farním kostelem. K další přestavbě došlo v letech 1876–1880, kdy byla původní románská věž zničená bleskem nahrazena dnešní pseudorománskou. Nástěnné malby vytvořil údajně malíř Koucký. Oltářní obraz Narození Panny Marie je z roku 1861. Rozsáhlejší opravy byly provedeny i v roce 1948, v roce 2000 za finančního přispění městské části byla opravena fasáda.

#### Královská tvrz
Tvrz Václava IV. byla zničena za husitských válek roku 1420. Roku 1770 byly její zbytky zatopeny Hamerským rybníkem. Při bagrování v únoru 1960 byly nalezeny zbytky zdiva a při následném průzkumu bylo odkryto několik místností středověké stavby, pravděpodobně Václavovy tvrze. Pod základy tvrze byly nalezeny zbytky slovanské keramiky z mladší doby hradištní.

#### Záběhlický zámek

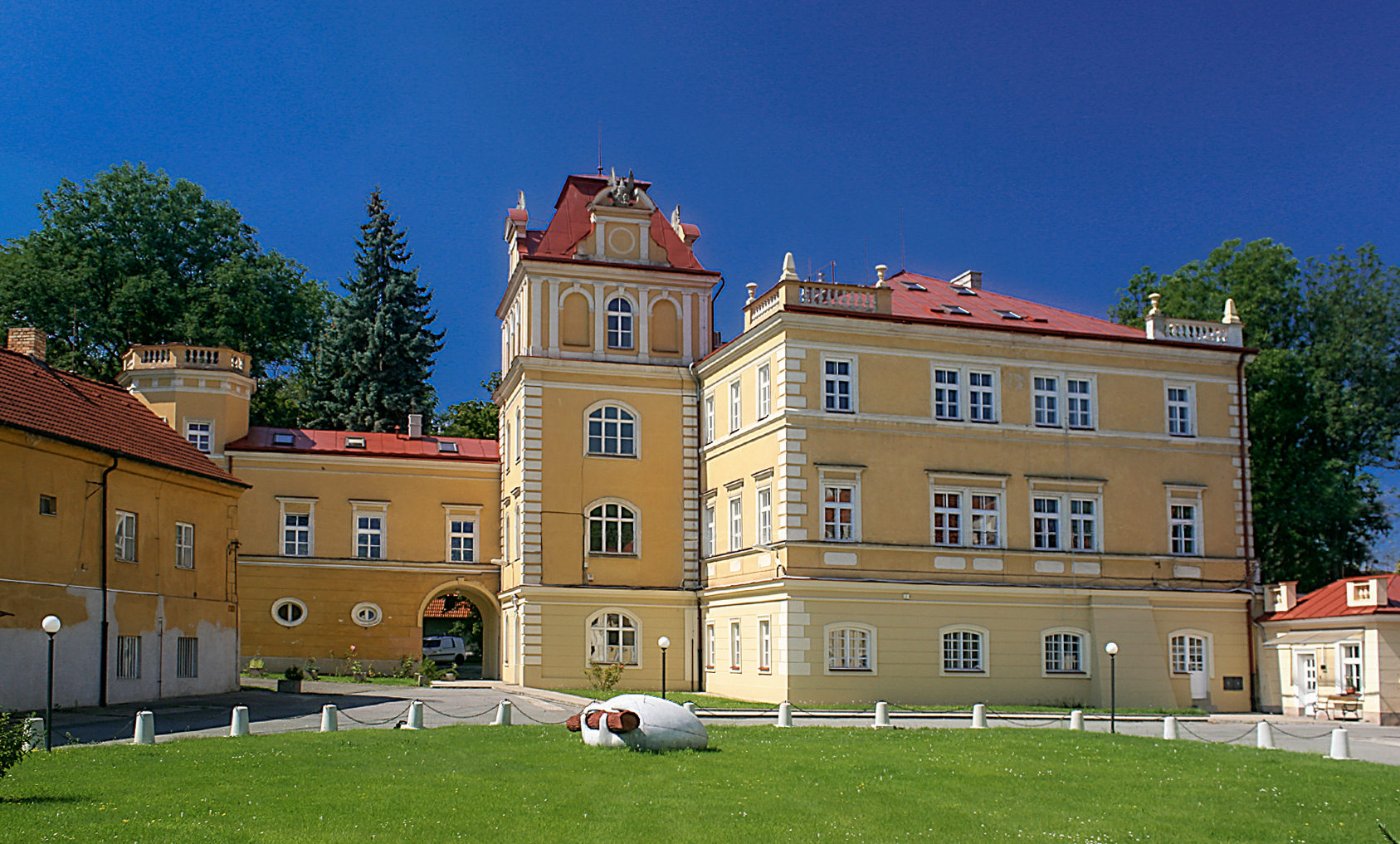
Záběhlický zámek

Na místě zámku stávala nejméně od konce 14. století druhá záběhlická tvrz, patřící v předhusitské době litomyšlskému biskupovi. V 17. století byla přestavěna na zámek. V roce 1841 koupil zámek, park a polnosti rytíř Ludvík Korb z Weidenheimu.Roku 1886 vyhořel a poté byl obnoven tímto majitelem do novobarokního slohu, na počátku 20. století byl znovu zpustlý. V roce 1907 jej velkostatkář Václav Černý zakoupil a opravil. Za dob socialismu byla zeď zámecké zahrady pobořená a zahrada volně přístupná. Sídlilo zde Výzkumné oddělení státního podniku ZEZ. Po roce 1990 byl majetek v restituci vrácen původním majitelům. Nyní jsou zámek i zahrada pro veřejnost nepřístupné, objekt byl rekonstruován a je soukromým vlastníkem pronajímán jako kanceláře a sklady.
Podle pověsti se na záběhlickém zámku často zjevovala bílá paní. Vyhnaly ji odtud teprve velké zvony, pořízené do kostela Narození Panny Marie, jejichž zvuk bílá paní nedokázala snést a navždy zmizela.

#### Historické jádro Záběhlic
Historickým jádrem obce byla dnešní ulice K prádelně (od kostela k ulici Záběhlické) a navazující úsek ulice Záběhlické směrem k Záběhlickému zámku. Podél těchto ulic se nacházely nejvýznamnější chalupy a statky. Modernizace Záběhlické ulice a regulace Botiče však historický vzhled výrazně narušila. Švehlův statek z poloviny 19. století byl pro havarijní stav demolován kolem roku 1975. Lípa svobody, která dala název „U lípy“ křižovatce ulic Záběhlická a U Záběhlického zámku, v jejímž středu stála, byla poražena začátkem 80. let.
Svéráznou částí původních Záběhlic je přilehlý svah vrchu, nazývaného dříve Homole, se strmými a křivolakými uličkami Horní chaloupky a Dolní chaloupky a domky spíše chudinského rázu. Donedávna vzbuzovaly pohádkový dojem dávné minulosti, modernizace některých domků však tuto jedinečnost už také narušila.
Svahy nad západní částí Záběhlic (oblast u dnešní ulice Na vinobraní, vrch kdysi nazývaný Hrádek) sloužily pěstování vína. V 15. století bylo záběhlické víno jmenováno mezi lepšími českými víny. V ulici je původně barokní viniční usedlost se zachovalými vinnými sklepy. Vinařství tu provozoval Břevnovský klášter. Historicky cenné vybavení usedlosti za první republiky využívali i filmaři. Ačkoliv od roku 1941 byla usedlost památkově chráněna, v padesátých letech 20. století byl objekt přestavěn na byty a postupně chátral, až mu v 60. letech hrozila demolice. Koncem 20. století byl opraven.

### Chudinská čtvrť v 19. a 20. století

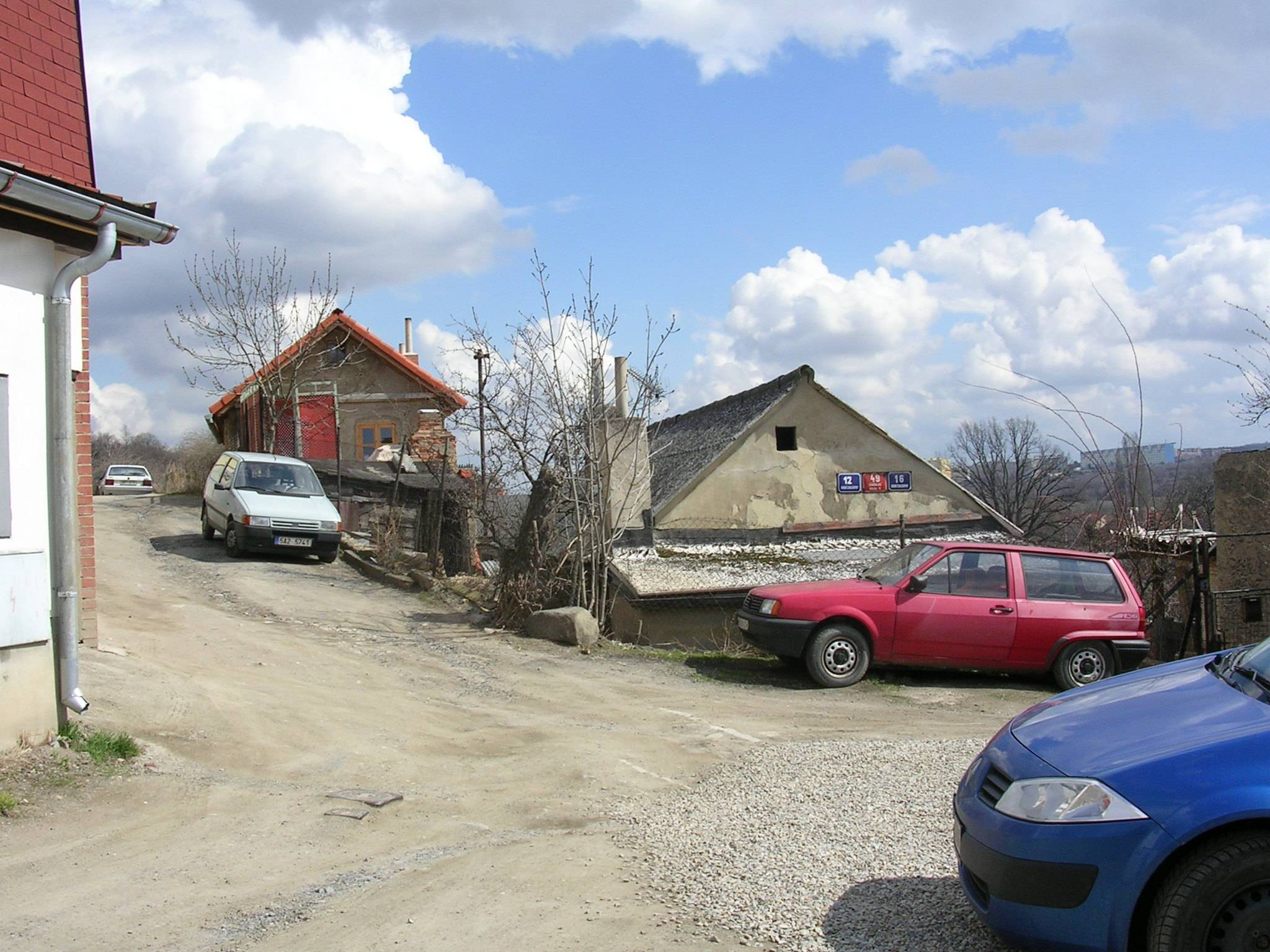
Horní chaloupky

Místní obyvatelé pracovali většinou v místním velkostatku a pivovaru. Již v 19. století se Záběhlice stávaly i centrem chudších dělníků, kteří pracovali v Praze, avšak nebyli dost bohatí na to, aby mohli v Praze i bydlet. Území se zahušťovalo malými chudými domky území Horních a Dolních chaloupek a západním směrem podél Záběhlické ulice. Často zde žila početná rodina v jedné místnosti a další místnosti nebo třeba i půdu malého domku majitel ještě pronajímal dalším rodinám.
Před druhou světovou válkou vznikla v oblasti dnešní ulice Průhonické nouzová kolonie Trnkov. V té době vznikala i blízká kolonie Slatiny, která je již na území Michle, a osada Pod lesíkem v západní části Záběhlic.
V Záběhlické ulici nechal v době krize před druhou světovou válkou postavit vršovický obchodník Josef Dolejška několik městských činžáků.

#### Hřbitovy

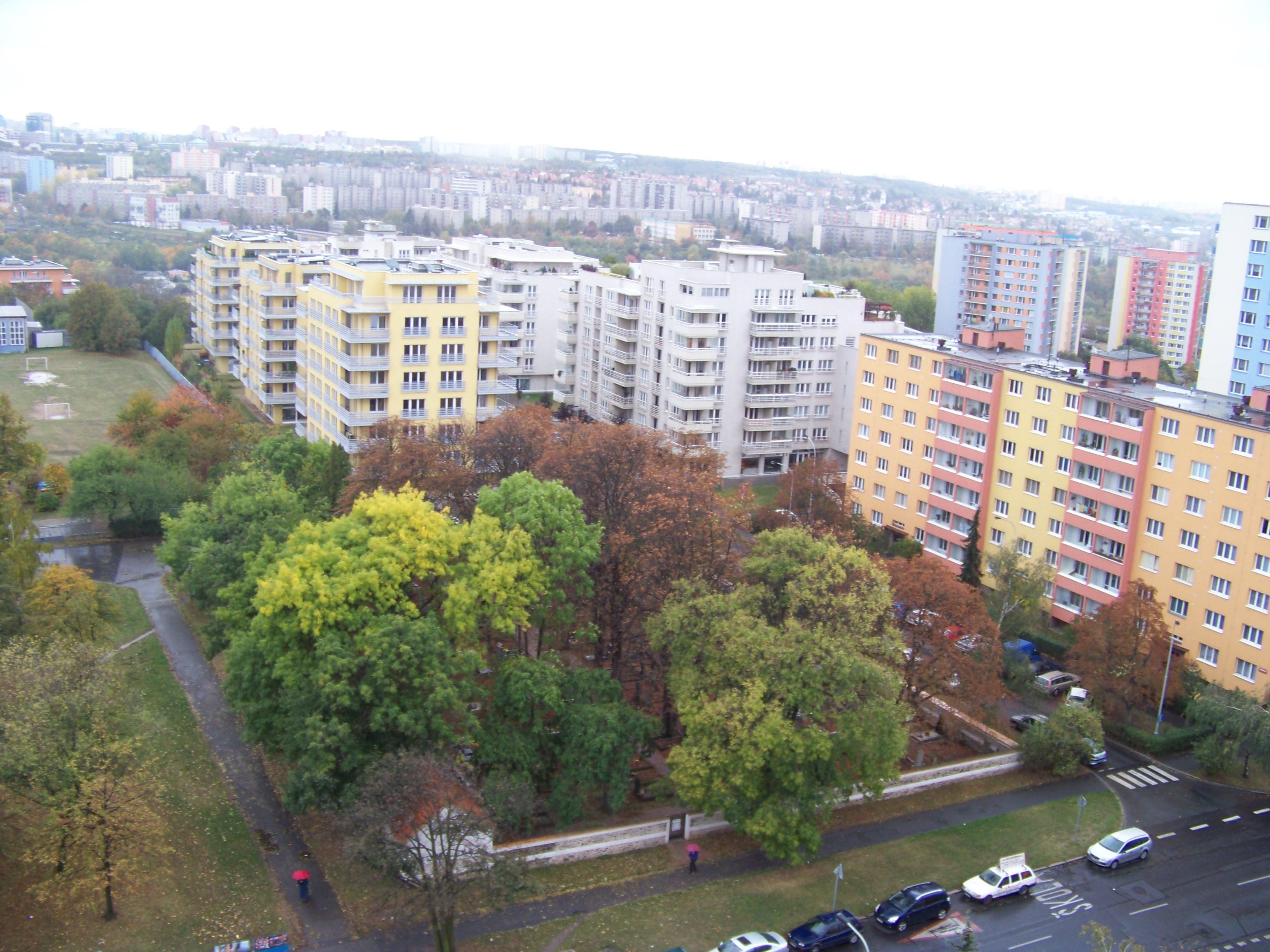
Pohled na záběhlický hřbitov z jižní strany domu Arnika

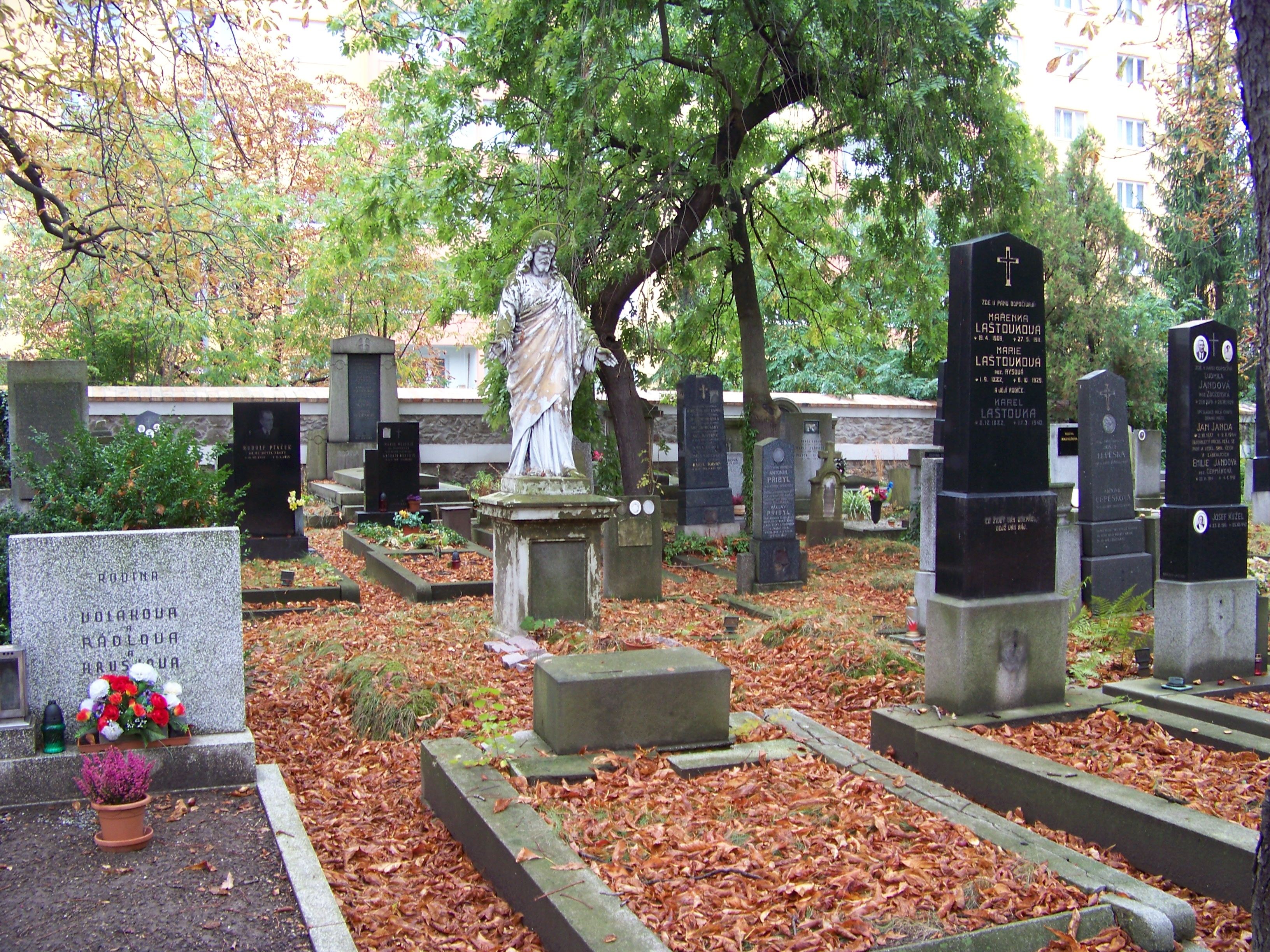
Záběhlický hřbitov se sochou Spasitele

Starý záběhlický hřbitov se rozkládal u kostela Narození Panny Marie na břehu Hamerského rybníka. Později byl přemístěn nad obec do dnešní Břečťanové ulice. Ve 30. letech 20. století vedle něho vyrostlo fotbalové hřiště A.F.K. Záběhlice. V 70. letech 20. století na místě hřiště byla postavena poliklinika a v nejbližším okolí hřbitova vyrostla škola, obchodní centrum a obytný dům. V roce 2014 se nachází na záběhlickém hřbitově 242 hrobů, 4 hrobky a 31 urnových hrobů. Pohřbívat je už možné jen do urnových hrobů.

### Část Velké Prahy
Před vznikem Velké Prahy patřily Záběhlice do Vinohradského okresu.
Od roku 1923 patřily celé Záběhlice do Prahy XIII. V letech 1925 až 1929 se Záběhlice rozšířily o Spořilov. Od roku 1947 bylo Zahradní Město vyjmuto do Prahy XX. Záběhlice tak byly prvním pražským katastrálním územím, které bylo rozděleno do více správních obvodů. Od 1. dubna 1949 část z Prahy XX přešla do Prahy 10 a část z Prahy XIII do Prahy 13 v šestnáctiobvodovém členění. Od 1. července 1960 se Spořilov stal součástí městského obvodu Praha 4 a celý zbytek Záběhlice součástí městského obvodu Praha 10. V městských částech stejnojmenných s těmito městskými obvody zůstaly Záběhlice rozděleny i po vzniku 22 správních obvodů.
Kolem roku 1950 žilo na území Záběhlic téměř 11 tisíc lidí.
Paneláková část Zahradního Města se stavěla v letech 1962–1969. Bylo rozděleno na Zahradní Město východ a ZM západ. Centrální ulicí Zahradního Města západ byla Jabloňová ulice a velkoprodejna Cíl s kruhovou restaurací Vesna byla centrem východní části sídliště.

## Školství

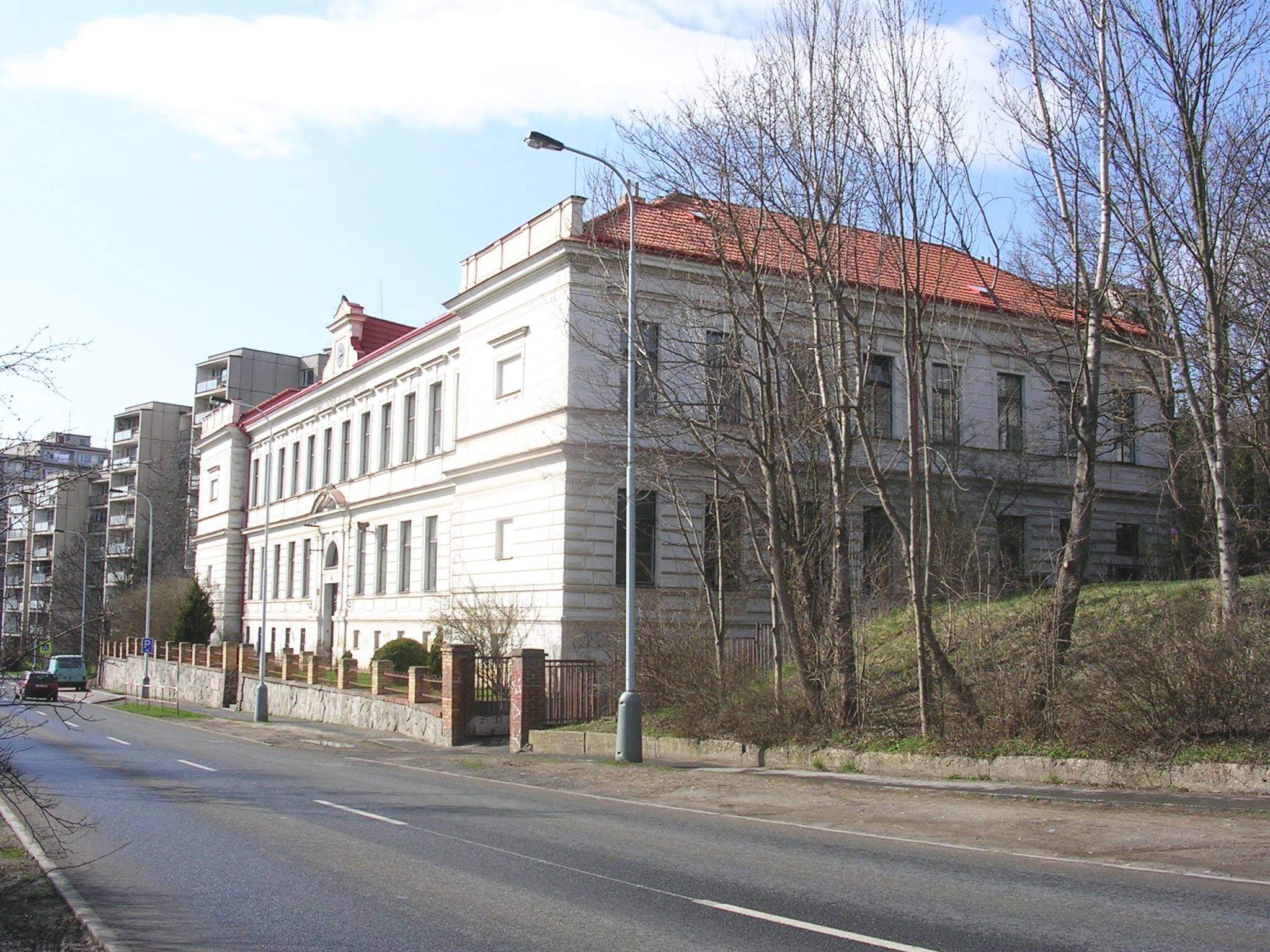
Záběhlická škola v Práčské ulici z roku 1905

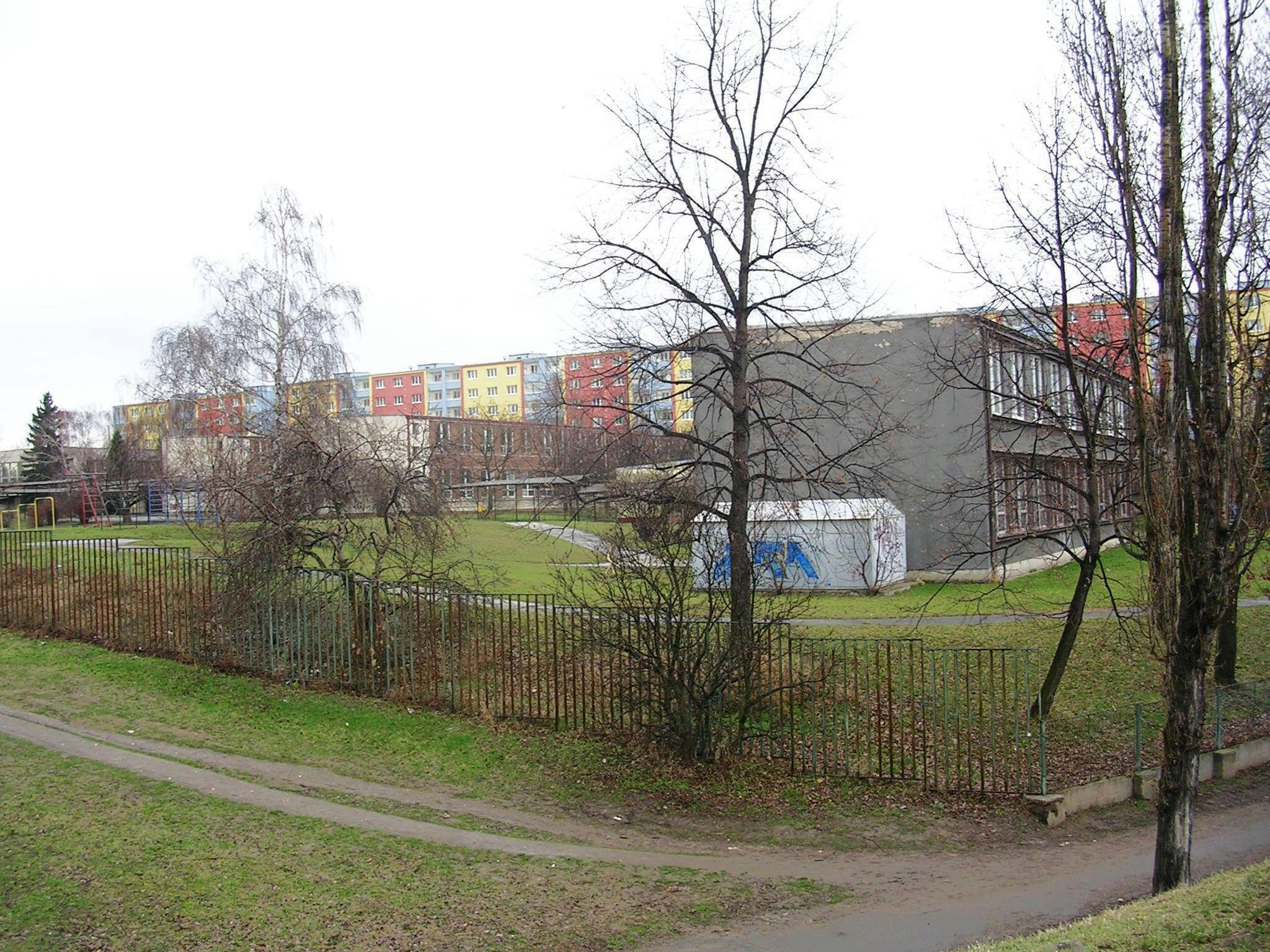
Areál základní školy Jahodová na sídlišti Zahradní Město-východ

Dlouho chodily záběhlické děti do školy v Hostivaři. V roce 1864 si obyvatelé Záběhlic svépomocí postavili u rybníka, nedaleko kostela, vlastní jednotřídní školu, kterou navštěvovalo 135 dětí. Roku 1877 byla rozšířena na dvojtřídní, bylo přistavěno patro s bytem pro učitele a knihovnou, roku 1883 rozšířena budova na trojtřídní, roku 188 přibyla zahrada a hřiště. Od roku 1891 sloužila škola i dětem z Práčí a Roztyl. Roku 1892 byla budova rozšířena na čtyřtřídní a 1897 na pětitřídní, kterou navštěvovalo již 336 dětí. V letech 1864–1888 byl řídícím učitelem Ignác Levý, od roku 1871 zde působil Josef Harapat, autor metodických příruček pro učitele i článků v časopise Vesmír. Zdejší učitelé stáli u vzniku Občanské a čtenářské besedy a záběhlické jednoty Sokola (založena 1870). Ve dvacátém století byla budova původní školy mateřskou školou, od šedesátých let sloužila jako skladiště Ústavu národního zdraví, v jehož vlastnictví zchátrala. Začátkem 90. let jí hrozila demolice. Budovu však zakoupilo občanské sdružení Naděje a zrekonstruovalo na Dům pokojného stáří pro sociálně slabé občany.
V roce 1905 byla postavena v Práčské ulici nová pětitřídní obecná škola, jejíž součástí byla i tělocvična. Později byly ke škole přistavěny z důvodu rozšíření kapacity ještě dřevěné pavilony, které stojí dodnes. Po vybudování nových sídlištních škol se v budově v Práčské ulici usídlila zvláštní škola. Do měšťanských škol do okolních obcí, Vršovic, Strašnic, Hostivaře a Nuslí, docházelo v roce 1928 60 záběhlických žáků, v roce 1932 již 178.
Nových škol se Záběhlice dočkaly teprve po druhé světové válce. V rámci výstavby sídlišť vznikly na Zahradním Městě velké pavilónové základní školy v ulicích Břečťanová v roce 1967–68, a později Jahodová a Komarovova (nyní Švehlova). Po opadnutí populační vlny se část školy v Jahodové ulici uvolnila pro Vyšší odbornou školu sociálně právní. V Průhonické a Jesenické ulici jsou státní odborná učiliště a na náměstí Mezi Zahrádkami soukromé učiliště.

## Doprava

### Před vznikem Velké Prahy
Záběhlicemi, údolím nazývaným V korytách, procházela stará obchodní cesta z Libně přes Strašnice, Záběhlice a Křeslice do Popovic a Posázaví. Z ní v Záběhlicích odbočovaly cesty na Šeberov a Pankrác, proti toku Botiče přes statek Práče do Hostivaře a po toku Botiče do Michle a Vršovic.
Později zajišťovala spojení okresní vršovicko-záběhlická silnice kolem vrchu Bohdalec.

### Autobusová doprava
Od 2. února 1927 Autodopravní společnost provozovala linku „Vršovice – Bohdalec – Spořilov – Chodov – Průhonice“, která zastavovala na rozcestí u Chodovské ulice a na Spořilově. Spořilovem linka pod různými označeními projížděla až do roku 1979, kdy byla zkrácena z Průhonic na Chodov.
21. června 1925 byl zahájen pražskou obcí provoz na autobusové lince A z Vršovic (nám. Svatopluka Čecha, konečná stanice tramvají) přes Bohdalec do Záběhlic (konečná byla poblíž dnešní stanice U lípy, nedaleko Záběhlického zámku a tehdejšího obecního úřadu). Na trase byla jediná mezilehlá stanice, s názvem Na Hrádku, přibližně v místech dnešní zastávky V Korytech, a v roce 1928 byla zřízena zastávka i na Bohdalci pro přestup na tramvajovou linku č. 3. Intervaly byly dvacetiminutové. Linka sloužila i přepravě pošty. V roce 1929 byla linka prodloužena na Václavské náměstí, v roce 1930 až ke Stavovskému divadlu a poté na opačné straně do Hostivaře. Nepočítaje neúspěšný pokus v letech 1908–1909 na Malé Straně, šlo o první pražskou autobusovou linku. V téměř nezměněné trase (jen s prodloužením či změnami na obou koncích) jezdila pod nejnižším číslem (101) až do počátku 80. let, kdy ji v tomto úseku nahradila linka 138, která byla opětovně nahrazena číslem 101 v roce 2008.

### Tramvajová doprava
Od 1. března 1928 byla zřízena tramvaj ke křižovatce Chodovské a Záběhlické ulice. Od 14. prosince jezdila od této tramvajové smyčky autobusová linka „K“ do horní části Roztylského náměstí na Spořilově.
12. října 1929 byla prodloužena tramvajová trať z této konečné u Záběhlic až do dolní části Spořilova. V roce 1939 byla na spořilovské smyčce dokončena druhá kolej. V roce 1932 navrhovaly Záběhlice a obyvatelé Slatin prodloužení tramvaje od Vršovického Edenu do Záběhlic. K výstavbě této trati nikdy nedošlo. V letech 30. března 1944 – 4. listopadu 1945 byl úsek trati ze Záběhlic na Spořilov jednokolejný z důvodu nedostatku kolejnic. V období 5. října 1964 – 4. července 1966 byly tramvaje ukončeny v Záběhlicích z důvodu výstavby odstavného nádraží Jih. Při rekonstrukci mezi 1. červencem 1986 a 1. září 1986 bylo ukončení trati přeloženo z Bratislavského náměstí na novou smyčku. Spořilov rozdělila na dvě půlky zahloubená Spořilovská ulice.
Na Spořilov jezdila linka 3 (12. října 1929 – 2. ledna 1932), linka 19 (3. ledna 1932 – 3. července 1983), špičkové spoje linky 23 (od 16. ledna 1967 do 5. května 1968), linka 31 (6. května 1968 – 30. června 1971), linka 23 (od 1. července 1971 do 8. května 1974), linka 1 (od 19. února 1979 do 31. srpna 1980), linka 11 (od 4. července 1983 dosud) a linka 56 (od 3. listopadu 1985).
Na konečnou do Záběhlic jezdila linka 23. Trať do Záběhlic byla zrušena od 1. července 1971.
O tramvajové dopravě se píše také v článku Zahradní Město. Z konečné Zahradní Město byla tramvaj prodloužena do Hostivaře 3. ledna 1954.

### Dálnice a metro
12. června 1971 byla podél Spořilova zprovozněna dálnice D1. Ta se později stala novou hranicí katastrálního území Záběhlic.
V letech 1980–1987 byla na území Záběhlic i stanice metra Primátora Vacka (dnes Roztyly), ale rokem 1987 byla oblast Horních Roztyl převedena do katastrálního území Chodov. Na území Záběhlic leží i část kačerovského depa metra.

### Železnice
- Trať do Českých Budějovic vede podél dnešního Zahradního Města od 14. prosince 1871
- Místní dráha Nusle–Modřany (1882) vede podél Spořilova u hranice s Michlí
- do katastru Záběhlic částečně zasahuje Odstavné nádraží Jih
- spojka z odstavného nádraží do Vršovic
- železniční trať Krč–Malešice

Odstavné nádraží Praha jih bylo budováno v letech 1961–1999. Je komplexem zařízení pro zajištění provozního servisu, čištění, údržby a vystrojení vlakových souprav osobní železniční dopravy. Hlavní část byla dokončena v prosinci 1971. V letech 1978–1982 bylo provedeno 150 m široké přemostění Botiče.
V období 19. května 1934 – 15. srpna 1960 byla na dráze Nusle–Modřany v provozu železniční zastávka „Spořilov“, zhruba v úrovni dnešního depa metra Kačerov, zčásti na území Michle. Při rekonstrukci byla trať zahloubena. Nová zastávka Praha-Kačerov, která se nachází přímo u nedaleké stanice metra Kačerov, byla otevřena 14. prosince 2014.
13. prosince 2020 bylo otevřeno nádraží Praha-Zahradní Město na trati 221 a pod ním dopravní terminál pro autobusy a tramvaje mezi zastávkami MHD Zahradní Město a Na Padesátém.

## Výroba

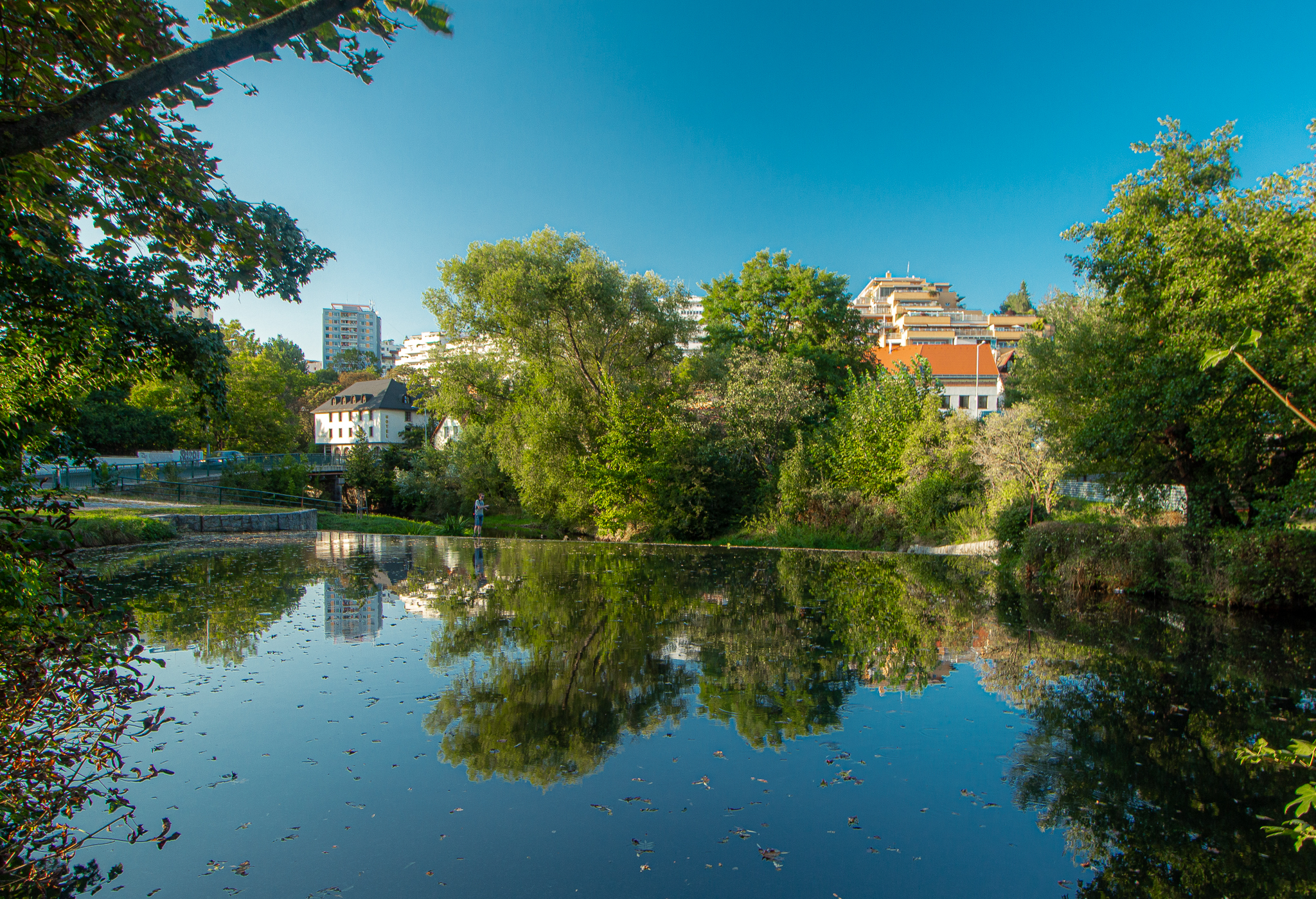
Splav u záběhlického zámku, od nějž vede náhon napájející Hamerský rybník

### Mlýn Hutě (V hamrech)
V letech 1770–1880 fungovaly v Záběhlicích měděné hamry (majitelem původně Florián Springholz, později Jan Hibert). Podle nich se jmenuje i Hamerský rybník a Huťská ulice. V pražském okolí byly v té době pouze dvě takové dílny, druhá byla v Libni. V těchto místech býval mlýn, zvaný později Hutě, o němž existuje první zpráva už z roku 1432. V roce 1880 (?) na místě hamru zřídil František Ringhoffer malou slévárnu, později své aktivity přesunul na Smíchov. V roce 1912 sem František (Ferdinand?) Blecha z Nuslí přestěhoval První pražskou parostrojní prádelnu a chemickou čistírnu, zkráceně Standard. Obec mu ukládala i povinnost vyčistit Hamerský rybník, přestože jeho zápach byl způsoben splašky z Hostivaře i Záběhlic, jež marně usilovaly o zřízení kanalizace. Podnik dal název „K prádelně“ páteřní uličce středověkých Záběhlic, která se v letech 1927–1938 jmenovala Kostelní. Za války objekt užívala strojírenská firma Aktofot, po válce do 60. let národní podnik Meopta, v 70. letech Chirana Strašnice.

### Růžový ostrov
Další průmyslovou zónou se stal Růžový ostrov, tvořený Botičem a náhonem vedoucím od splavu u Záběhlického zámku do Hamerského rybníka.
Po roce 1920 sem (č. p. 59) z Vršovic byla přemístěna firma Výtahy – Češpiva a spol., vyrábějící osobní i nákladní výtahy originální konstrukce. Dnes na ostrově i na opačné straně náhonu sídlí několik autoservisů. (Od roku 1950 bývalo na Růžovém ostrově také kino Pionýr.)

### Chovatelství a pěstitelství
Ještě těsně před druhou světovou válkou v Záběhlicích choval ve velkém ovce a zpracovával maso velkoobchodník se skopovým dobytkem Leopold Faktor. Jeho levné skopové maso bylo v Praze žádané.
V oblasti Práčí bývalo rozsáhlé zahradnictví a zelinářství. Část této plochy je dnes zastavována Novým Zahradním Městem. Ve západní části Práčí bývá jahodová plantáž.

### Další podniky

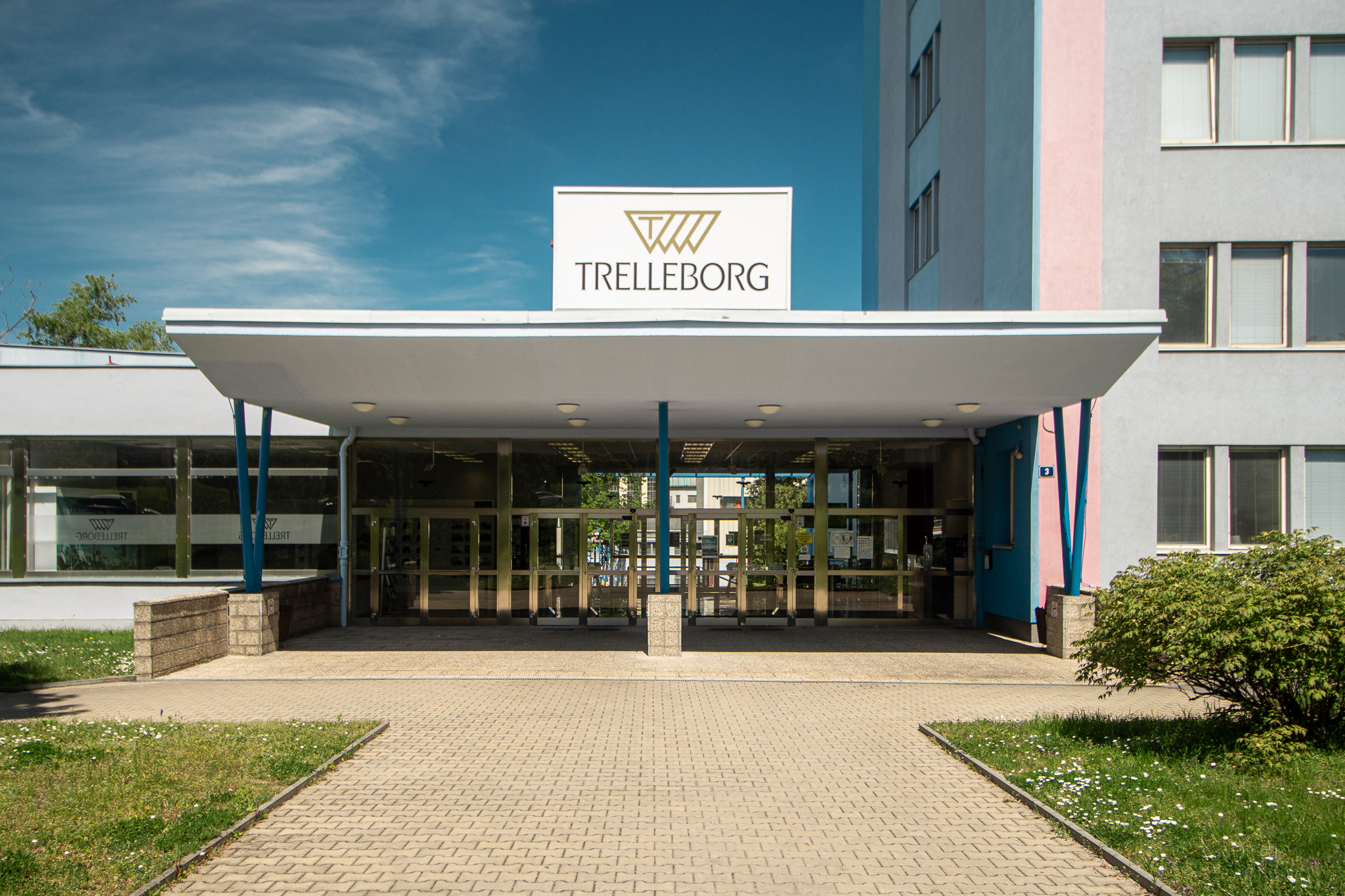
Ústředí firmy Trelleborg-Mitas Praha

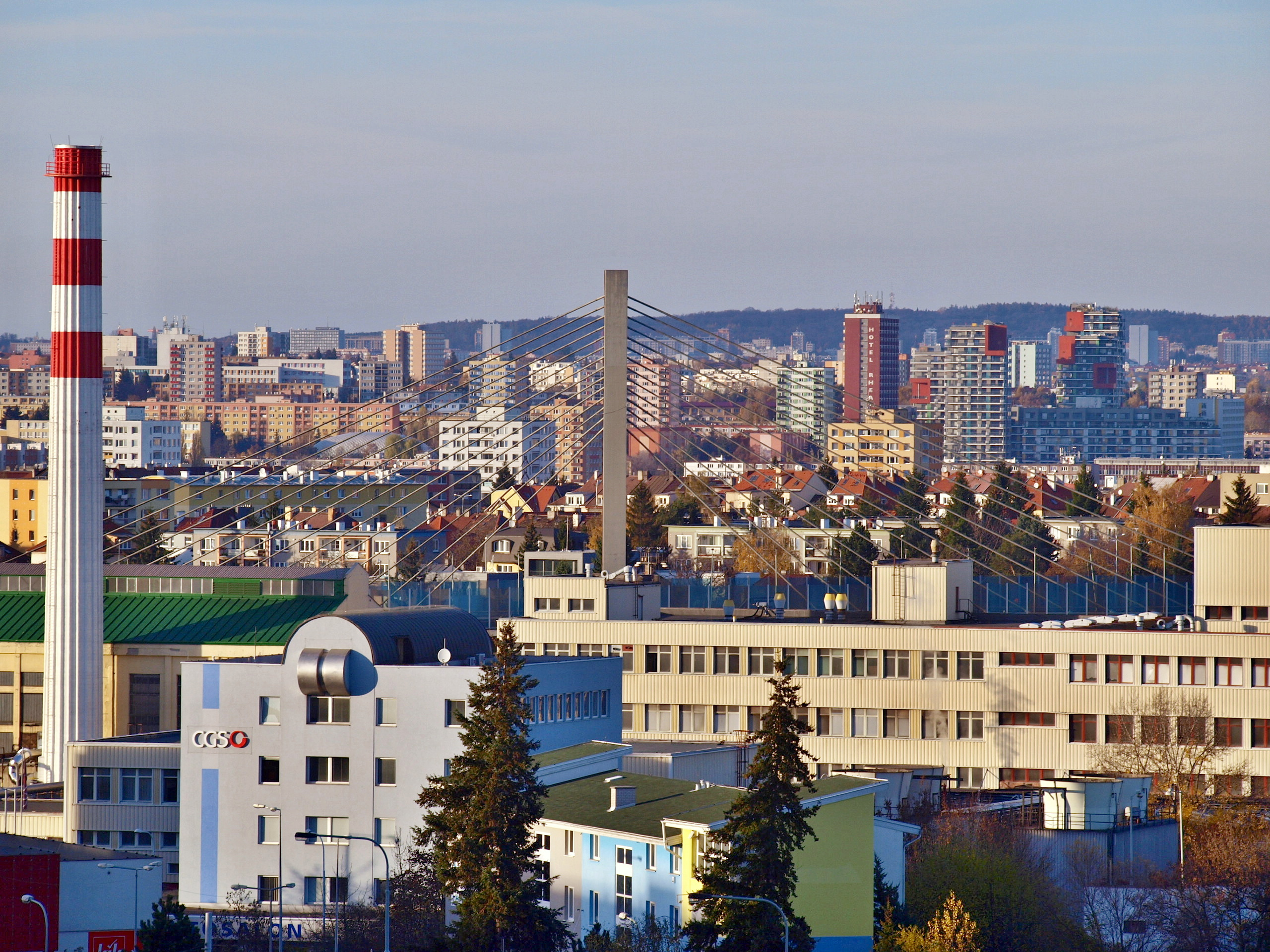
Pohled na průmyslové objekty (Mitas), most na Jižní spojce, v pozadí je vidět nové malešické sídliště

Záběhlice nejsou průmyslovou čtvrtí. Na okraji Zahradního Města jsou továrny Michelin (Mitas) a Technometra. Mezi západním sídlištěm Zahradní Město a Trnkovem má pobočku Česká tisková kancelář (ČTK). V okolí Růžového ostrova a Hamrů pokračuje tradice drobné výroby.

## Sousední čtvrtě
- Chodov
- Michle
- Strašnice
- Hostivař